# Doloporus
Doloporus là một chi bọ cánh cứng trong họ 
Elateridae.
Chi này được miêu tả khoa học năm 1887 bởi Candèze.

## Các loài
Các loài trong chi này gồm:
- Doloporus aterrimus Candèze, 1887
- Doloporus thoracicus Candèze, 1887